# مارتین اسلین
مارتین جولیوس اسلین (۶ ژوئن ۱۹۱۸ – ۲۴ فوریه ۲۰۰۲) تهیه‌کننده، منتقد، نمایش‌نامه‌نویس، روزنامه نگار، مجارستانی بود. او بیشتر بخاطر تأثیرش بر روی تئاتر ابسورد معروف است.

## ناموری
عنوان «تئاتر ابسورد» (پوچ، بی معنی، یاوه) را اولین بار "مارتین اسلین"، در کتابی به همین نام ثبت کرد.
مارتین اسلین در ایران با کتاب‌های تئاتر ابسورد و دنیای نمایش، بررسی آثار پینتر و تک‌نگاری درباره برتولت برشت شناخته‌شده‌است. او از منتقدان و استادان برجسته تئاتر محسوب می‌شود که با تحلیل‌هایی که بر نمایشنامه نویسندگانی همچون ساموئل بکت، آرتور آداموف، اوژن یونسکو، ژان ژنه و… انجام داده دین بزرگی بر گردن تحلیل تئاتر نیمه دوّم قرن بیستم دارد.

## منتقدان
احمد کامیابی مسک نویسنده فرانکوفون ایرانی الاصل و یونسکوشناس برجسته از سرسخت‌ترین منتقدان مارتین اسلین بوده و مجادلات لفظی و قلمیش با وی بر سر خصلت استعماری نامی که اسلین برای تئاتر آوانگارد فرانسه گزید مشهور است.

## آثار متنی
- نمایش چیست ترجمه شیرین تعاونی
- برتولت برشت ترجمه حسن ملکی
- بررسی آثار پینتر ترجمه فرشید ابراهیمیان
- دنیای درام: نشانه و معنا در رسانه‌های نمایشی: تئاتر، سینما، تلویزیون ترجمه محمد شهبا
- نماد و نمایش ترجمه جلال ستاری
- تئاتر ابسورد ترجمه مهتاب کلانتری[۵]